# Harriet Martineau
Pour les articles homonymes, voir Martineau.
Harriet Martineau, née le 12 juin 1802 à Norwich et morte le 27 juin 1876 à Ambleside (comté de Cumbria), est une journaliste, écrivaine, sociologue et militante féministe britannique.

## Biographie

### Origines familiales et jeunesse

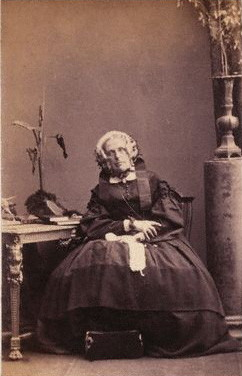
Harriet Martineau en 1861. Photographie de Camille Silvy.

Harriet Martineau naît en 1802 à Norwich en Grande-Bretagne, troisième fille et sixième de huit enfants, dans une famille issue de huguenots de Dieppe ayant fui la France en 1685, à la suite de la révocation de l'édit de Nantes.
Son père, Thomas, est un industriel du textile et sa mère, Elizabeth Rankin, la fille d'un épicier propriétaire d'une raffinerie de sucre. Ils sont unitariens et font donner à leurs filles la même éducation qu'à leurs fils. Elle est la sœur de la grande figure unitarienne James Martineau.

### Débuts (1822-1834)
En 1822, Harriet Martineau publie son premier texte, On Female Education, paru anonymement dans le journal unitarien Monthly Repository, auquel elle contribuera régulièrement jusqu'en 1832. Elle est alors très liée à son frère James, de trois ans son cadet, qui l'encourage dès la parution de son premier article (ils se brouilleront en 1851 à la parution des Letters on the Laws of Man's Nature and Development, dans lesquelles elle rejette toute croyance religieuse).
Elle refuse un mariage arrangé par son père avec John Hugh Worthington. Après le décès de ce dernier (peut-être ruiné) en 1829, elle s'établit à Londres où William Fox, éditeur du journal, commence à rétribuer ses articles. Illustrations of Political Economy en 1832 et Poor Laws and Paupers Illustrated en 1834 sont de véritables succès qui lui procurent l'indépendance financière.

### Le voyage aux États-Unis (1834-1835)
Durant son voyage de deux ans aux États-Unis, elle fait preuve d'inventivité et décide d'utiliser les conversations, les rencontres avec des membres de toutes les classes sociales et de toutes les couches de la population. Elle visite des prisons, des asiles d'aliénés, des sociétés savantes, des usines ainsi que des bordels. Elle soumet à une étude systématique l'économie, la politique, le système éducatif, la famille, les classes sociales et le statut de la femme.
Les ouvrages qui résultent de ce séjour sont parmi les premiers ouvrages de sociologie : Theory and Practice of Society in America (1837) et Retrospect of Western Travel (1838). Dans le premier, elle souligne l'échec des États-Unis à être à la hauteur de leurs principes démocratiques. Particulièrement attentive à la manière dont sont traitées les femmes, elle intitule un chapitre The Political Non-existence of Women. Son travail rappelle De la démocratie en Amérique d'Alexis de Tocqueville. Cependant, Martineau s'est consacrée tout particulièrement à rendre son travail systématique et à l'asseoir à partir de méthodologies différentes et réfléchies. Contrairement à Tocqueville, Martineau avait déjà publié plusieurs ouvrages en sociologie avant son voyage aux États-Unis. Par ailleurs, elle a passé deux ans aux États-Unis, alors que Tocqueville n'y est resté que neuf mois.

### La maladie (1839-1876)
Au cours d'un voyage en Europe en 1839, elle tombe malade et doit passer les cinq années suivantes pratiquement invalide à Tynemouth. Life in the Sick-Room, publié en 1844, évoque cette période.
En 1845, elle s'installe près d'Ambleside dans le Lake District et se fait construire une maison, The Knoll, où elle habite jusqu'à sa mort.
Le lourd handicap (surdité de plus en plus profonde, perte du goût et de l'odorat) dont elle souffre ne l'empêche pas de voyager. Elle visite l'Égypte et le Moyen-Orient en 1846, l'Irlande en 1852.
On détecte chez elle des problèmes cardiaques aigus en 1855. Persuadée alors qu'elle n'a plus longtemps à vivre, elle complète en trois mois son autobiographie (commencée en 1843 à l'occasion d'une précédente période critique), en vue d'une édition posthume (elle paraîtra en 1877). Elle écrit au même moment sa notice nécrologique. Elle ne meurt cependant qu'en 1876, à la suite d'une bronchite.
Sa nécrologie paraît le 29 juin 1876 dans le Daily News, accompagnée de cette précision : « We regret to announce the death of Harriet Martineau. The following memoir, though written in the third person, was from her own pen » (« nous sommes au regret de vous annoncer le décès de Harriet Martineau. La notice ci-dessous, quoiqu'écrite à la troisième personne, est de sa propre main »).
Harriet Martineau avait peur d'être enterrée vivante : elle légua dix livres à son médecin pour qu'il veille à ce que sa tête soit coupée avant son enterrement,,.
Harriet Martineau est une grande amie de Charlotte Brontë et une admiratrice de l'œuvre de Charles Darwin.

## L'œuvre
Son travail d'écrivaine et de traductrice lui a permis de vivre confortablement. « Miss Martineau a écrit 103 volumes, 1642 articles dans le Daily-News, et une infinité d'autres disséminés dans la presse anglaise. »

### Écrits
Elle publie ses premiers articles dans le journal de la communauté unitarienne, le Monthly Repositary, puis deux ouvrages religieux : Devotional Exercises for the Use of Young Persons en 1823 et Adresses for the Use of Families en 1826.
Harriet Martineau se lance ensuite dans un projet plus ambitieux en accord avec ses engagements : la vulgarisation des concepts de la science économique naissante. À travers des anecdotes et des dialogues, elle fait découvrir à ses lecteurs les principes de l'économie de marché et la pensée d'Adam Smith, David Ricardo, Thomas Malthus et Jeremy Bentham. La publication des Illustrations of Political Economy  (1832-1834) est un grand succès et donnera lieu à des traductions en France et en Allemagne. Ces 24 premiers épisodes publiés à un rythme mensuel seront suivis de deux autres séries : Poor Laws and Paupers Illustrated (1833-1834) et Illustrations of Taxation (1834). Présenté comme un conte sur l'économie politique et publié dans les Illustrations of Political Economy, Demerara, révèle l'engagement anti-esclavagiste d'Harriet Martineau.
Son voyage aux États-Unis lui inspire deux livres :  une enquête doublée d'une réflexion critique sur la démocratie américaine, Society in America publié en 1837, et un guide de voyage plus personnel Retrospect of Western Travel (1838).
En 1839, elle publie son premier roman, Deerbrook.
Parmi ses nouvelles, elle écrit The Billow and the Rock, sur l'emprisonnement de Lady Grange dans l'archipel de Saint-Kilda.
Elle traduit (et condense) le Cours de philosophie positive (1830-1842) d'Auguste Comte en anglais pour la première fois (1852-1853), traduction admirée par Comte lui-même.
En 1848, elle publie Eastern Life and Travels, récit d'un voyage en Orient et retour sur la trajectoire spirituelle qui l'a conduit de l'unitarisme à l'agnosticisme.
En 1877, un an après sa mort, paraît son Autobiographie posthume. La rédaction de cet ouvrage avait été commencée en 1855 alors qu'elle se croyait condamnée. Elle y revient sur les convictions et les engagements qui ont animé sa vie.
Harriet Martineau est plus connue pour son engagement social en tant que journaliste que comme l'une des fondatrices de la sociologie. Ce rôle lui est pourtant accordé par plusieurs penseuses féministes.

### L'engagement social
Malgré son handicap dégénératif, elle consacre une partie importante de son œuvre à ses engagements politiques en faveur notamment des femmes, des pauvres et des Noirs.
Dans une série d'articles publiés dans le Daily News, elle prend position pour la défense des prostituées et contre les lois sur les maladies contagieuses (Contagious Diseases Acts). Ces lois votées au Parlement anglais en 1864, 1866 et 1869 donnaient le droit à la police d'arrêter toute personne soupçonnée d'être une prostituée professionnelle et de la soumettre de force à des examens gynécologiques pour déterminer si elle était porteuse de maladies vénériennes.
En 1841 elle écrit une biographie romancée de Toussaint Louverture, The Hour and the Man.
En 1866 elle signe, avec Elizabeth Garrett Anderson, Emily Davies, Dorothea Beale et Frances Buss la pétition au Parlement en faveur du droit de vote des femmes.

## Œuvres
- 1834 - Illustrations of taxation. No. I. The park and the paddock. A Tale; No. II. The tenth haycock; No. III. The jerseymen meeting. À tale; No. IV. The Jerseymen parting. A tale; No V. The scholars of Arneside, a tale. London, Charles Fox
- 1834 - Illustrations of Political Economy. Vol. I. Life in the wilds; The hill and the valley; Brooke and Brooke farm; Vol. II. Demerara; Ella of Garveloch; Weal and woe in Garveloch; Vol. III. A Manchester strike; Cousin Marshall; Ireland; Vol. IV. Homes abroad; For each and for all; French wines and politics; Vol. V. The Charmeu sea; Berkeley the banker - part I; Berkeley the banker - part II; Vol. VI. mrssrs. Vanderput and Snoek; The loom and the lugger - part I; The loom and the lugger - part II; Vol. VII. Sowes not reapers; Cinnamon and pearls; A tale of the Tyne; Vol. VIII. Drier creek; The three ages; Vol. IX. The farrers of Budge-row; The moral of many fables. London, Carles Fox
- 1834-1835 - Contes de Miss Harriet Martineau sur l'économie politique. 1: La colonie isolée - La colline et la vallée; 2: Le village et la ferme, Demerara'; 3: Ella de Garveloch, La mer enchantée; 4: Prospérité et désastre a Garveloch; La coalition d'ouvriers a Manchester; 5: Pour chacun et pour tous, L'Irlande; 6: La cousine Marshall - Les vins de France et la politique. La Haye, chez G. Vervloet
- 1836 - Miscellanies. Volume I; Volume II. Boston, Hilliard, Gray and Company
- 1837 - Society in America. Vol. I; Vol. II. Paris, Beaudry's European Library. Traduit par Benjamin Laroche comme: Voyage aux États-Unis, ou, Tableau de la société américaine. Tome Ier; TomeII. Paris, Pagnerre, 1839
- 1838 - Retrospect of Western Travel. Vol. I; Vol. II. London, Saunders and Otley
- 1838 - How to Observe Morals and Manners. London, Charles Knight and Co
- 1839 - Deerbrook. A novel. London, Smith, Elder & Co. (ed. 1858)
- 1841 -The Hour and the Man. An Historical Romance. Vol. I; Vol. II. New York, Harper & Brothers
- 1841 - The Playfellow. Containing The Crofton Boys, Feats on the Fiord, The Settlers at Home, The Peasant and the Prince. London, George Routledge & Son. (ed. 1905)
- 1844 - Life in the Sickroom. Essays. By an invalid ( = Harriet Martineau). London, Edward Moxon
- 1846 - The Billow and the Rock. London, Charles Knight & Co.
- 1846 - Feats on the Fiord. A Tale of Norway. London, Charles Knight & Co.
- 1848 - Eastern Life. Present and Past. Philadelphia, Lea and Blanchard. Complete in one volume
- 1849 - Household Education. London, Edward Moxon
- 1849 - The History of the Thirty Years' Peace, A.D. 1816–1846. Vol. I (From 1816-1824); Vol. II (From 1824-1833); Vol. III (From 1830-1841); Vol. IV (From 1837-1846). Edition: London, George Bell and Sons, 1877-1878
- 1852 - Letters from Ireland. London, John Chapman
- 1853 - The positive philosophy of Auguste Comte Vol. I; Vol. II. Edition London, Kegan Paul, Trench, Trübner & Co, 1893. Freely translated and condensed après Cours de philisophie positive par Auguste Comte
- 1859 - England and her soldiers. London, Smith, Elder & Co.
- 1876 - Biographical sketches, 1852-1875. London, Macmillan & co.
- 1877 - Harriet Martineau's autobiography. Vol I; Vol. II; Vol. III. London, Smith, Elder & Co. With memorials by Maria Weston Chapman
- 1983 - Harriet Martineau's letters to Fanny Wedgwood. Stanford, Calif, Stanford University Press  (ISBN 0-8047-1146-1). Edited by Elisabeth Sanders Arbuckle
- 1990 - Harriet Martineau. Selected letters. Oxford, Clarendon Press  (ISBN 0-19-818604-5). Edited by Valerie Sanders
- 2002 - Writings on slavery and the American Civil War. DeKalb, Northern Illinois University Press  (ISBN 0-87580-292-3). Ed. by Deborah Anna Logan

## Littérature
- (en) Harriet Martineau, Autobiographie, Broadview Press, 2006, 741 p. (ISBN 978-1-77048-074-2, lire en ligne), présenté et annoté par Linda Peterson
- (en) Michael R Hill et Susan Hoecker-Drysdale, Harriet Martineau: theoretical and methodological perspectives, Psychology Press, 2002
- (en) Sarah Lumley, « Harriet Martineau (1802-1876) », dans Patrick H. Armstrong, Geoffrey Martin, Geographers : biobibliographical studies [« Géographes : études biobibliographiques »], Bloomsbury Publishing, coll. « Geographers » (no 21), 160 p. (ISBN 9780826453389)